# 3443 Leetsungdao
3443 Leetsungdao eller 1979 SB1 är en asteroid i huvudbältet som korsar Mars omloppsbana. Den upptäcktes 26 september 1979 av Purple Mountain-observatoriet i Nanjing, Kina. Den är uppkallad efter den kinesiska nobelpristagaren Tsung-Dao Lee.